# NGC 6476
NGC 6476 – chmura gwiazd znajdująca się w gwiazdozbiorze Strzelca. Odkrył ją John Herschel 15 lipca 1836 roku.